# Tenuipalpus ovalis
Tenuipalpus ovalis är en spindeldjursart som beskrevs av Meyer och Ryke 1959. Tenuipalpus ovalis ingår i släktet Tenuipalpus och familjen Tenuipalpidae. Inga underarter finns listade i Catalogue of Life.